# 布溪街道
布溪街道，是中华人民共和国湖南省娄底市冷水江市下辖的一个乡镇级行政单位。

## 行政区划
布溪街道下辖以下地区：
布溪社区、青园社区和施茶社区。